# Bitva u Nancy
Bitva u Nancy byla poslední a rozhodující bitvou burgundských válek, kterou 5. ledna 1477 svedl za hradbami Nancy burgundský vévoda Karel Smělý s vévodou lotrinským Reném II., jenž měl na své straně žoldnéře ze Švýcarské konfederace, kteří se v bitvě mimořádně vyznamenali. Reného vojska bitvu vyhrála a Karlovo zohavené tělo bylo nalezeno o tři dny později.

## Průběh bitvy
Karel obléhal Nancy, hlavní město Lotrinska, od 22. října 1476 po jeho znovuzískání silami René II. na začátku roku. Navzdory drsným zimním podmínkám byl Karel odhodlán ukončit obléhání za každou cenu, protože si byl vědom, že po zlepšení počasí dorazí René se svou armádou. Koncem prosince René shromáždil asi 10 000–12 000 mužů; na pomoc dorazila také švýcarská armáda o síle 8 000–10 000 mužů.

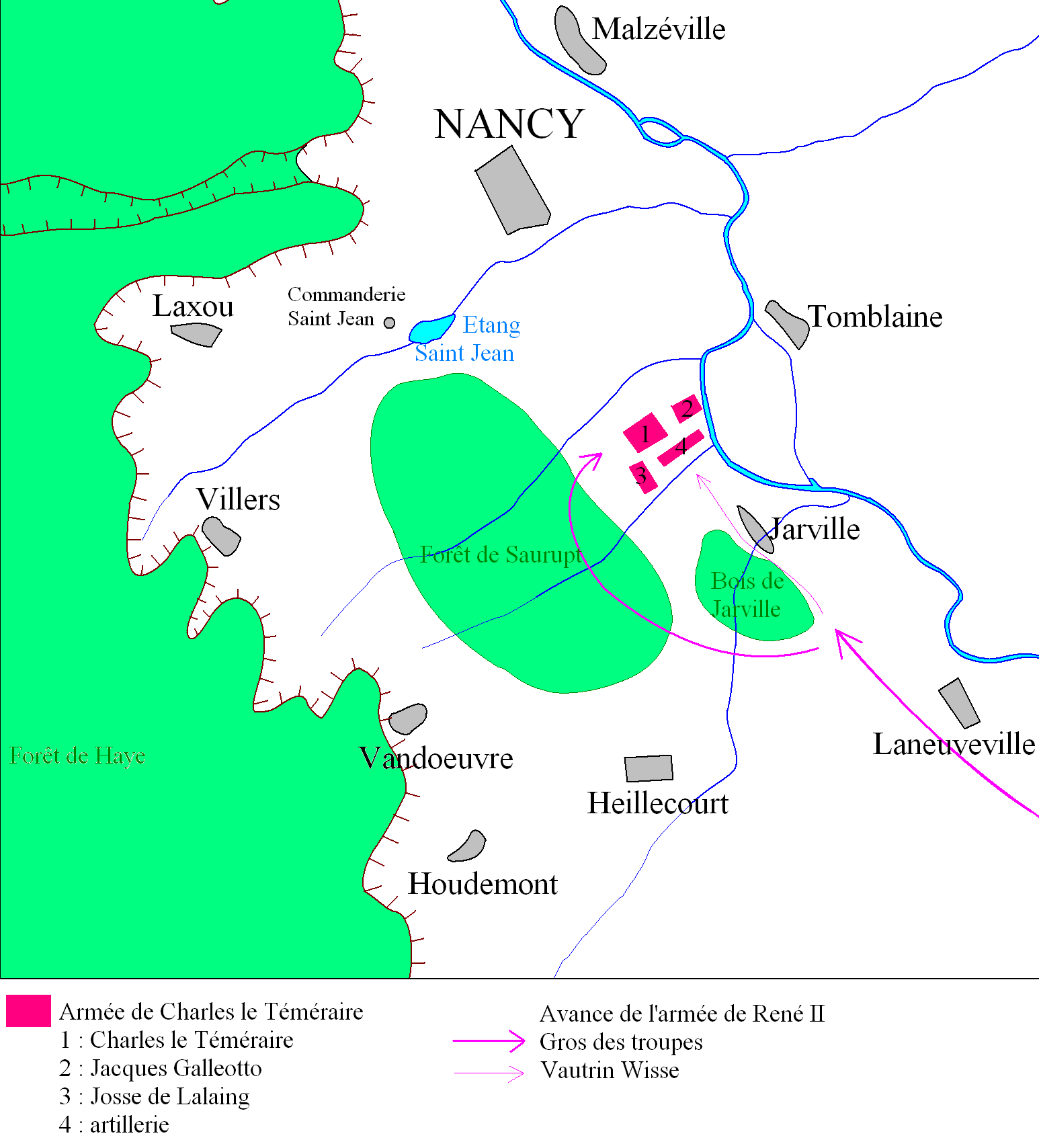
Mapa bitvy

René zahájil svůj postup počátkem ledna 1477 a opatrně se pohyboval zasněženou krajinou, dokud časně ráno 5. ledna nedorazil do Nancy. Karel postavil většinu své armády do silné obranné pozice jižně od Nancy na zalesněném svahu za potokem v nejužší části údolí. Doboví pozorovatelé uvádějí, že disponoval mezi 2 000 až 8 000 bojovníky. Karel jako obvykle rozmístil své jednotky podle přesného bitevního plánu, tedy ve velké čtvercové formaci s asi 30 polními děly na vrcholu svahu, zatímco na obou stranách byli nasazeni rytíři.

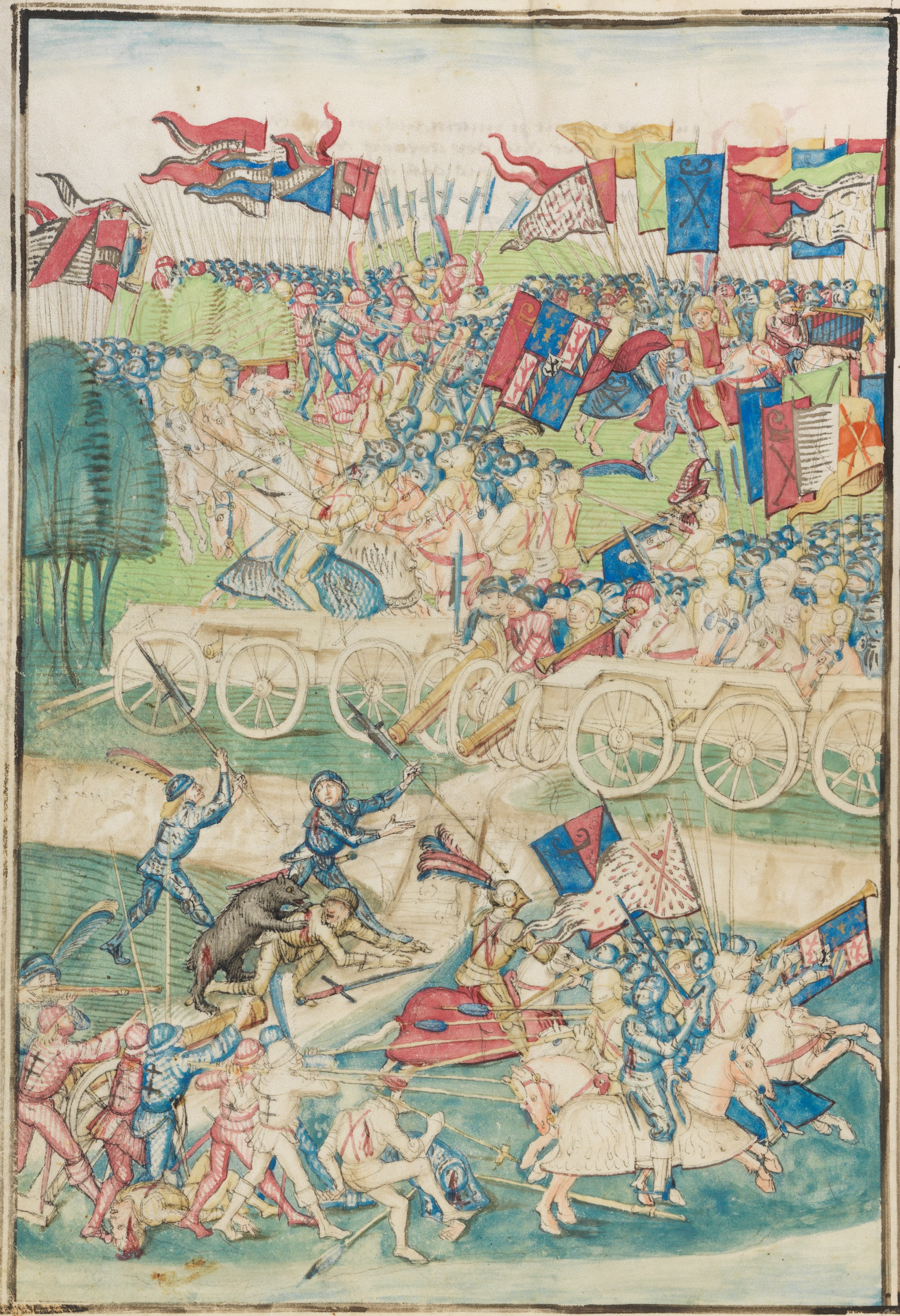
Lotrinsko-švýcarské oddíly rozhání burgundské vojsko, bitva u Nancy

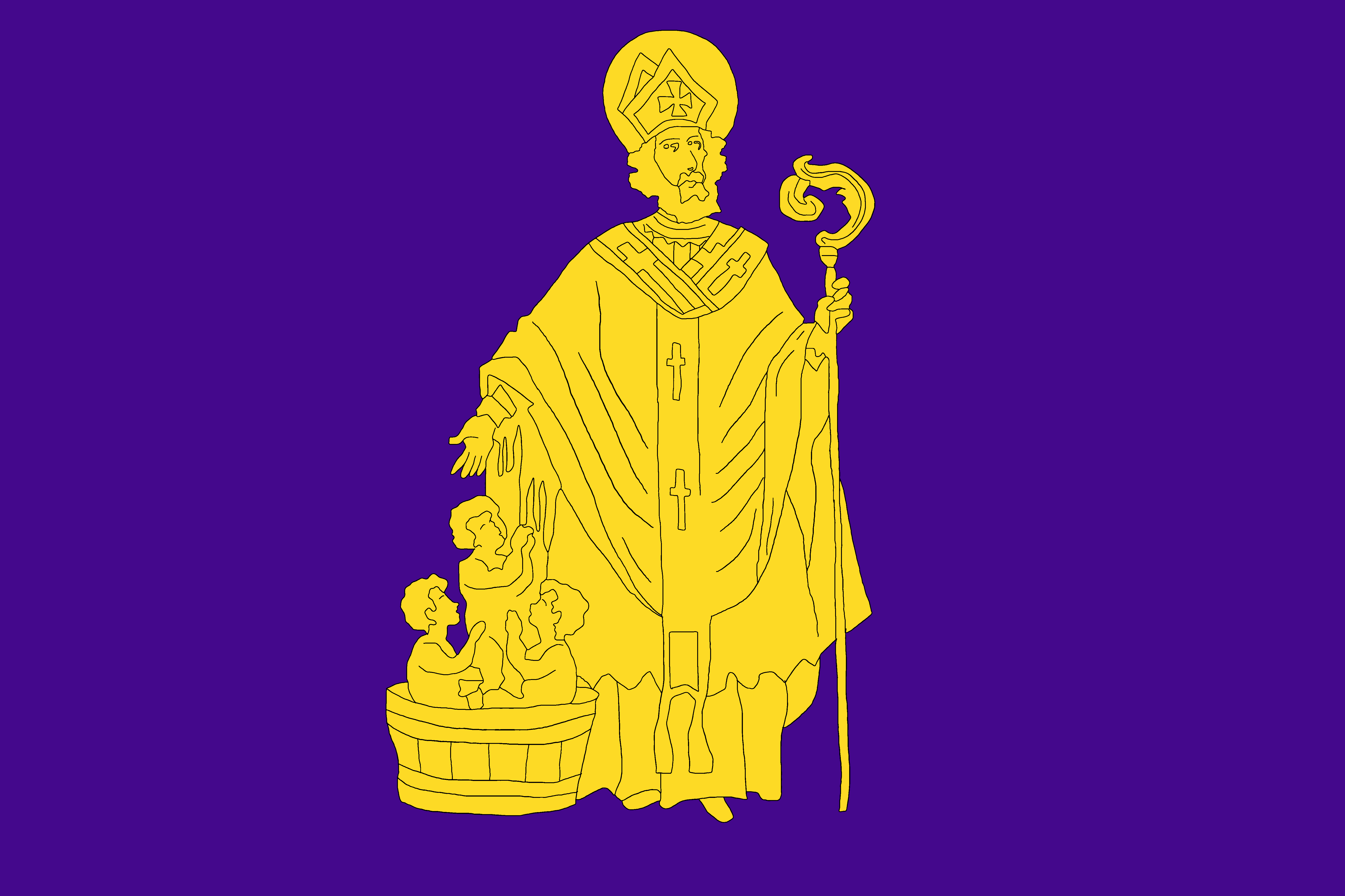
Lotrinský prapor se sv. Mikulášem v bitvě u Nancy

Reného průzkumníci brzy poznali, že čelní útok na burgundské pozice by byl katastrofou. Převážně švýcarský předvoj 7 000 pěšáků a 2 000 jezdců dostal pokyn k útoku zprava, zatímco hlavní nápor mělo vyvinout 8 000 pěšáků a 1 300 jezdců, kteří byli vysláni na obtížný oklikový pochod kolem levého křídla po zalesněných a zasněžených svazích. Malý zadní voj 800 ručních střelců fungoval jako záloha.
Po pochodu trvajícím asi dvě hodiny se hlavní voj vynořil ze zalesněných svahů v zadní části burgundské pozice a vytvořil klínovou formaci. Útok zahájili ze strany Švýcaři. Karlovo dělostřelectvo se nedokázalo situaci přizpůsobit. Jediná vypálená salva zabila pouze dva muže. Ačkoli pravé křídlo burgundské kavalérie švýcarské nepřítele odrazilo, většina švýcarské pěchoty se tlačila dál a střetla se s přesilou burgundské pěchoty v boji muže proti muži. Předvoj prorazil burgundské levé křídlo a dělostřelectvo se dalo na útěk. Když se Karel marně pokoušel přesunout vojáky na své levé křídlo, celá formace se zhroutila a armáda Burgundska se dala na útěk. Karel prý o švýcarské pěchotě prohlásil: „Bojuji proti pavoukovi, který je všude najednou!“
Karlova nejužší družina byla nakonec plně obstoupena skupinou Švýcarů. Švýcarský halapartník provedl výpad na vévodovu hlavu a zasadil smrtící ránu přímo do jeho helmy. Bylo vidět, jak Karel padá, ale bitva kolem něj pokračovala. Trvalo tři dny, než bylo vévodovo znetvořené tělo konečně nalezeno a jednoznačně identifikováno.
Většina Karlovy armády byla pobita během bitvy nebo během ústupu. Pouze několik málo lidí, kteří prchli do Met, přežilo. Dobové kroniky zaznamenávají, že zabíjení ustupujících vojáků pokračovalo ještě tři dny po bitvě.

## Výsledek
Smrtí Karla Smělého vymřela dynastie burgundských vévodů z rodu Valois. Severní území burgundských vévodů se stala majetkem Habsburků, když se arcivévoda Maxmilián Rakouský, který se později stal císařem Svaté říše římské, oženil s Karlovou jedinou dcerou Marií Burgundskou. Vlastní vévodství se vrátilo francouzské koruně za krále Ludvíka XI. Franche-Comté se zpočátku také stal francouzským, ale byl postoupen Maxmiliánovu synovi Filipovi v roce 1493 Karlem VIII., ve snaze podplatit císaře, aby zůstal neutrální během plánované francouzské invaze do Itálie.
Vítězství Švýcarská konfederace nad jednou z nejmocnějších vojenských sil v Evropě jí získalo pověst téměř neporazitelné síly a burgundské války znamenaly začátek vzestupu švýcarských žoldáků na evropských bojištích. Uvnitř Švýcarské konfederace nicméně výsledek války vedl k vnitřnímu konfliktu; městské kantony trvaly na tom, že mají mít větší podíl na výnosech z války, protože dodaly nejvíce vojáků, což málem vedlo k válce mezi kantony.

## Ohlas v kultuře
René II. posléze postavil na místě bitvy kostel a v Nancy kostel St-François-des-Cordeliers. Dále postavil baziliku v Saint-Nicolas-de-Port, aby uznal pomoc svatého Mikuláše v bitvě. Město přijalo do svého erbu heslo non inultus premor („Nesmí se mě beztrestně dotknout“) a znak bodláku na památku porážky Karla Smělého. Na místě skonu Karla Smělého je dnes pomník dle návrhu Victora Prouvého z roku 1928. Pierre de Blarru, kanovník ze Saint-Dié, složil o bitvě rozsáhlou báseň nazvanou Nancéide (poprvé vytištěna v roce 1518). Walter Scott napsal román Anne z Geiersteinu (1829), který bitvou u Nancy vrcholí. Eugène Delacroix namaloval obraz Bitva u Nancy v roce 1831.